# Piana Crixia
Piana Crixia là một đô thị ở tỉnh Savona ở vùng Liguria của Ý, có khoảng cách khoảng 50 km về phía tây của Genoa và khoảng 25 km về phía tây bắc của Savona. Tại thời điểm ngày 31 tháng 12 năm 2004, đô thị này có dân số 826 người và diện tích là 29,6 km².
Piana Crixia giáp các đô thị: Castelletto Uzzone, Dego, Merana, Pezzolo Valle Uzzone, Serole, và Spigno Monferrato.